# أليكس باتشيكو
أليكس باتشيكو (بالإسبانية: Alex Pacheco) وإسمه الكامل ألكسندر فرناندو باتشيكو (بالإسبانية: Alexander Fernando Pacheco) هو ناشط حقوق حيوان أمريكي ولد في أغسطس 1958 في مدينة جوليت على ضواحي شيكاغو في ولاية إلينوي في الولايات المتحدة لعائلة مكسيكية الأصل، أليكس باتشيكو هو أحد مؤسسي منظمة ورؤسائها السابقين بيتا وعضو في مجموعة راعي البحر للحماية.
في سنة 1979 انضم باتشيكو مع بول واتسون في رحلة في سفينة Sea Shepherd حول المحيط الأطلنطي، وكان ذلك تحدياً لسفينة سييرا البرتغالية التي كانت تصيد الحيتان هناك، اشتهر باتشيكو بعد حملته مع إنغريد نيوكيرك نتيجة عملهم في إنقاذ مكاك طويل الذيل في الفلبين والتي كان يتم قتلها هناك من قبل البشر.

## نشأته ودراسته
وُلد باتشيكو في جوليت في ولاية إلينوي، انتقل إلى المكسيك مع عائلته عندما كان صغيرًا جدًا حيث نشأ هو وأشقاؤه بالقرب من المحيط مع والده الطبيب المكسيكي ووالدته الممرضة الأمريكية. كتبت كاثي سنو غليرمو في كتابتها أعمال القردة عام 1993 أنَّ بداية حياة باتشيكو كانت مليئة بالحيوانات. عاشت الخفافيش في أشجار ساحته الأمامية، ونامت الثعابين خلف الصخور المجاورة وكان الصيادون يخرجون الدلافين بشكل مستمر من الماء إلى الشاطئ. وبدلًا من قتل الحيوانات من أجل الطعام في المسلخ كانوا يقتلون الخنازير والثيران والدجاج والديوك الرومية أمامه بشكل متكرر.
غادرت عائلته المكسيك عندما كان باتشيكو في سن المراهقة وانتقلت بين أوهايو وإنديانا وإلينوي. استمر اهتمامه بالحيوانات بعد انتقاله. اشترى السلاحف والطيور من متاجر الحيوانات الأليفة وأيضًا رضيع المكاك طويل الذيل الذي سمَّاه تشي تشي وكان يجلس على كتفه وهو يتجول في المنزل.
التحق بالجامعة الكاثوليكية في أوهايو، وأراد دخول الكهنوت، ولكنه زار أحد أصدقائه أثناء وجوده في كندا في عامه الأول في الجامعة والذي كان يعمل في مصنع لتعبئة اللحوم. كتب غييرمو أنه صدم من رؤية رجلان يرميان عجلًا حديث الولادة أخرجوه من رحم أمه المذبوحة إلى سلة القمامة. قدم له أحد الأصدقاء نسخة من كتاب تحرير الحيوان للمؤلف بيتر سنجر، عاد إلى ولاية أوهايو كشخص نباتي. لم يعد يريد أن يصبح كاهنًا وقرر الالتحاق بجامعة ولاية أوهايو في كولومبوس بدلًا من ذلك، كرّس نفسه لمساعدة ما سماه «الكائنات غير البشرية».

## نشاطه

### سفينة حماية البحر
نظم باتشيكو خلاله وجوده في الجامعة حملات ضد استخدام مصائد الأرجل وخصي الخنازير والأبقار بدون مخدر. كتب غليرمو أن نشاط باتشيكو قد لقي معارضة قوية لأن ولاية أوهايو كانت ولاية زراعية، فقد تعرض للتهديد بالقتل في مكالمات هاتفية مجهولة من حين لآخر.
حضر في عام 1979 نقاشًا في كولومبوس في ولاية أوهايو أقامه كليفلاند أموري من مجلة ساتردي ريفيو، والذي كان أيضًا مؤسس صندوق الحيوانات الذي مول سفينة مكافحة صيد الحيتان التي حملت اسم حماية البحر. قابل أموري بعد النقاش وتطوع معه. عمل باتشيكو بدايةً مع بول واتسون على متن السفينة لصيف عام 1979 (ومرة أخرى في عام 2003) خلال أول حملة لحماية حيتان البحر والمعروفة باسم حملة سييرا في المحيط الأطلسي، انتهت الحملة بغرق سفينتي حماية البحر وسييرا في البرتغال عام 1980.

### قضية قردة بلدة سيلفر سبرينغ
بدأت القضية في عام 1981 عندما تولى باتشيكو وظيفته كمتطوع داخل معهد الأبحاث السلوكية في بلدة سيلفر سبرينغ في ولاية ماريلاند. كان عالم الأعصاب إدوارد توب يقطع العقد الحسية التي توصل الأعصاب للأصابع واليدين والذراعين والساقين لـ 17 قرد من قردة المكاك حتى لا تشعر القرود بأطرافها. (تعطل العمود الفقري لبعض القردة بالكامل.) قيّد توب القرود واستخدم الصدمة الكهربائية لإجبارها على استخدام الأطراف التي لم تتمكن من الشعور بها. اكتشف أنه عندما يكون الدافع هو الجوع الشديد أو الرغبة في تجنب صدمة كهربائية يمكن تحفيز الأطراف على الحركة. ساهم البحث في اكتشاف اللدونة العصبية داخل نظام التحريك الرئيسي وفي إيجاد علاج جديد لضحايا السكتة الدماغية سُميّ تحفيز الحركة المقيدة والذي ساعد في علاج واستخدام الأطراف المصابة.

## روابط خارجية
- أليكس باتشيكو على موقع IMDb (الإنجليزية)